# Односи Србије и Данске
Односи Србије и Данске су инострани односи Републике Србије и Краљевине Данске.

## Билатерални односи
Званични дипломатски односи су успостављени 1917. године.
Премијер Данске А. Ф. Расмусен посетио је Републику Србију октобра 2003. и новембра 2008. године.
Две земље су 21. новембра 2022. обележиле 105 година дипломатских односа, поводом чега је издана поштанска маркица.

### Дипломатски представници
- Сузане Шајн, амбасадор, 2020 -
- Андерс-Кристијан Хoугор, амбасадор, 2017 - 2020.
- Мортен Сковгор Хансен, амбасадор, 2015 - 2017.
- Микаел Борг-Хансен , амбасадор, 2013 - 2015.
- Мете Кјуел Нилсен , амбасадор, 2007 - 2013.
- Рубен Мадсен, амбасадор, 2002 — 2007.
- Ханс Јасперсен, амбасадор, 1988 — 1992.
- Кристијан Фредерик Кисум, амбасадор, 1985 - 1987.
- Ханс Кристенсен, амбасадор, 1981 — 1985.
- Петер Михелсен, амбасадор, 1976 - 1980.
- Рихард Вагнер-Хансен, амбасадор, 1972 - 1976.
- Тиге Далгард , амбасадор, 1968 — 1972.
- Густав Мелхиор, амбасадор, 1960 — 1968.
- Карл Ескелунд , амбасадор, 1958 — 1960.
- Ролф Кер, посланик, 1951 — 1957.
- Г. Биринг , посланик у Краљевини Југославији

#### У Копенхагену
- Јасмина Митровић Марић, амбасадор, 2017 —[3]
- Драгана Ивановић, амбасадор, 2013 — 2017.
- Вида Огњеновић, амбасадор, 2007 — 2013.
- Владимир Радуловић, амбасадор, 2004 — 2006.
- Бранислав Срдановић, амбасадор, 2001. — 2003.
- Љубиша Игић, амбасадор, 1998 — 2001.
- Нада Филиповић, амбасадор, 1990 — 1992.
- Ана Јовановић, амбасадор, 1986 — 1990.
- Бранко Јовановић, амбасадор, 1982 — 1986.
- Светозар Старчевић, амбасадор, 1978 — 1982.
- Стана Томашевић Арнесен, амбасадор, 1974 — 1978.
- Синан Хасани, амбасадор, 1971 — 1974.
- Данило Пурић, амбасадор, 1967 — 1971.
- Кирил Миљовски, амбасадор, 1965 — 1967.
- Лазар Лилић, амбасадор, 1962 — 1965.
- Љубо Илић, амбасадор, 1957 — 1962.
- Милош Царевић, посланик, 1952 — 1957.
- Милан Ракић, посланик, 1919. — 1921.
- Брана Марковић, отправник послова
- Милутин Јовановић, министар резидент, 1918.

## Економски односи
- Вредност робне размене у 2020. години је износила готово 250 милиона долара. Од тога је извоз Србије износио 69,2 милиона евра а увоз је био 180,4 милиона УСД.
- Размена роба у 2019. укупно је вредела 258 нилиона УСД. Извоз из наше земље био је 62 милиона долара, а увоз 196 милиона.
- У 2018. години вредност робне размене износила је укупно 240 милиона долара. Из РС је извезено робе вредне 65 милиона, а увезено 175 милиона УСД.[4][5]